# Fischer-Verteidigung
|   | a | b | c | d | e | f | g | h |   |
| 8 |   |   |   |   |   |   |   |   | 8 |
| 7 |   |   |   |   |   |   |   |   | 7 |
| 6 |   |   |   |   |   |   |   |   | 6 |
| 5 |   |   |   |   |   |   |   |   | 5 |
| 4 |   |   |   |   |   |   |   |   | 4 |
| 3 |   |   |   |   |   |   |   |   | 3 |
| 2 |   |   |   |   |   |   |   |   | 2 |
| 1 |   |   |   |   |   |   |   |   | 1 |
|   | a | b | c | d | e | f | g | h |   |

Die Grundstellung der Fischer-Verteidigung nach 3. … d7–d6
Die Fischer-Verteidigung ist eine Eröffnungsvariante im Schach. Sie ist nach dem Schachweltmeister Bobby Fischer benannt, der im Jahr 1961 eine Analyse in der Zeitschrift American Chess Quarterly veröffentlichte.
Die Fischer-Verteidigung ergibt sich aus dem Königsgambit nach den Zügen:
1. e2–e4 e7–e5
2. f2–f4 e5xf4
3. Sg1–f3  d7–d6
Nach einer Niederlage gegen Boris Spasski in Mar del Plata 1960 veröffentlichte Bobby Fischer im American Chess Quarterly 1961 einen berühmten Artikel A bust to the king's gambit, in dem er den „hochklassigen Wartezug“ 3. … d7–d6 empfahl und als „Widerlegung“ des Königsspringergambits bezeichnete.
Sinn dieses Zugs ist es, über 4. Lf1–c4 h7–h6 die Hanstein-Variante (3. Sf3 g5 4. Lc4 Lg7 5. 0–0 d6 6. d4 h6) zu erreichen, ohne dass man dem Gegner Gelegenheit gibt, das Kieseritzky-Gambit zu spielen. 

## Varianten
3. … d6 schafft nach 4. Lc4 die Möglichkeit Le6 5. Lxe6 fxe6 6. d4 Df6
4. b2–b3 will sich die Verzögerung von g7–g5 zunutze machen und selber die schwarzfeldrige, lange Diagonale beanspruchen. 
Auch 4. Lf1–c4 h7–h6 5. b2–b3 hat dieselbe Absicht.
4. Dd1–e2! und 4. … g7–g5?! was üblicherweise den schwarzen Mehrbauern verteidigt ist kein guter Zug mehr. Es in diesem Fall würde 5. De2–b5+! Sb8–c6 6. Db5xg5 folgen mit Rückgewinn des geopferten Bauern und Damentausch. Die Stellung ist dann ausgeglichen. 4. … Sb8–c6 5. d2–d4 geschah in einer Partie zwischen den Schachprogrammen Houdini und Rybka.
4. Lf1–c4 ist eine alte Hauptvariante. c4 ist im Allgemeinen das beste Feld für den Läufer, der Zug ist aber auch unflexibel, da sich Weiß noch nicht auf dieses Feld für den Läufer festlegen muss.
- 4. … h7–h6! ist laut John Shaw der beste Zug. 5. d2–d4 g7–g5 und laut Shaw 6. g2–g3 mit Ideen wie im Quaade-Gambit
- 4. … g7–g5? ist ein bekannter Fehler. 5. h2–h4 (lockert die schwarze Bauernstruktur) g5–g4 6. Sf3–g5 Sg8–h6 7. d2–d4 f7–f6?! soweit war der Partieverlauf ähnlich wie im Allgaier-Gambit hier kann Weiß jedoch fortsetzen wie Paul Morphy gegen Tilghman, 1859 mit 8. Lc1xf4! (8. … f6xg5? 9. Lf4xg5 Dd8–d7 10. 0–0 und Weiß hat eine Gewinnstellung)
- 4. … Lf8–e7 und Übergänge zum Cunningham-Gambit sind nun möglich.
- 4. … Lc8–e6
  - 5. Dd1–e2 wurde dreimal gewählt von Heikki Westerinen, einem Großmeister, der sehr häufig das Königsgambit spielte.
  - 5. Lc4xe6 f7xe6 6. d2–d4 ist die Empfehlung von John Shaw.

4. d2–d4 g7–g5 5. h2–h4 (5. Sb1–c3 oder 4. Sb1–c3 laden zum Quaade-Gambit ein, 5. Lf1–c4 zum Ghulam-Kassim-Gambit, 5. g2–g3 zum Rosentreter-Gambit) g5–g4 führt zu eigenständigen Verwicklungen. Fischer analysierte  6. Sf3–g5 f7–f6 (Im Unterschied zum Allgaier-Gambit ist der Bauer g4 vom Läufer c8 gedeckt.) 7. Sg5–h3 g4xh3 8. Dd1–h5+ Ke8–d7 9. Lc1xf4 Dd8–e8! 10. Dh5–f3 Kd7–d8. Deshalb ist hier der Rückzug 6. Sf3–g1 erzwungen.